# Parafia św. Paraskewi w Uściu Gorlickim
Parafia Świętej Paraskewy w Uściu Gorlickim – parafia greckokatolicka w Uściu Gorlickim, w dekanacie krakowsko-krynickim archieparchii przemysko-warszawskiej. Założona w 1796.